# Бжезиці (Люблінське воєводство)
Бжезиці (пол. Brzezice) — село в Польщі, у гміні П'яскі Свідницького повіту Люблінського воєводства. Населення — 454 особи (2011).

## Демографія
Демографічна структура станом на 31 березня 2011 року:
|          | Загалом | Допрацездатний вік | Працездатний вік | Постпрацездатний вік |
| -------- | ------- | ------------------ | ---------------- | -------------------- |
| Чоловіки | 235     | 37                 | 178              | 20                   |
| Жінки    | 219     | 38                 | 120              | 61                   |
| Разом    | 454     | 75                 | 298              | 81                   |

## Особистості

### Народилися
- Кароліна Міхальчук — польська боксерка.